# Uzbekistan ai Giochi della XXIX Olimpiade
L'Uzbekistan ha partecipato ai Giochi della XXIX Olimpiade di Pechino, svoltisi dall'8 al 24 agosto 2008, con una delegazione di 56 atleti.
Nel corso della manifestazione Artur Tajmazov ha vinto il torneo di lotta nella categoria 120 kg. Nel 2016, tuttavia, le analisi dell'agenzia antidoping sui campioni prelevati ai Giochi olimpici di Londra hanno rinvenuto la presenza di turinabol, uno steroide proibito. Il CIO gli ha pertanto revocato la medaglia d'oro.

## Medaglie
| Medaglia | Atleta           | Sport      | Evento                         |
| -------- | ---------------- | ---------- | ------------------------------ |
| Argento  | Abdullo Tangriev | Judo       | +100 kg maschile               |
| Argento  | Soslan Tigiev    | Lotta      | Lotta libera 74 kg maschile    |
| Bronzo   | Anton Fokin      | Ginnastica | Parallele simmetriche maschile |
| Bronzo   | Rishod Sobirov   | Judo       | 60 kg maschile                 |
| Bronzo   | Ekaterina Khilko | Ginnastica | Trampolino femminile           |

### Medaglie per disciplina
| Sport      | Oro | Argento | Bronzo | Totale |
| ---------- | --- | ------- | ------ | ------ |
| Judo       | 0   | 1       | 1      | 2      |
| Lotta      | 0   | 1       | 0      | 1      |
| Ginnastica | 0   | 0       | 2      | 2      |

## Atletica leggera
| Gara                    | Atleta          | Batterie | Batterie | Quarti      | Quarti | Semifinali | Semifinali | Finale | Finale |
| Gara                    | Atleta          | Tempo    | Pos.     | Tempo       | Pos.   | Tempo      | Pos.       | Tempo  | Pos.   |
| ----------------------- | --------------- | -------- | -------- | ----------- | ------ | ---------- | ---------- | ------ | ------ |
| 200 m maschili          | Oleg Juravlyov  | 22"31    | 8        |             |        |            |            |        |        |
| 110 m ostacoli maschili | Oleg Normatov   | 14"00    | 6        |             |        |            |            |        |        |
| 100 m femminili         | Guzel Khubbieva | 11"44    | 3        | 11"49       | 7      |            |            |        |        |
| 200 m femminili         | Guzel Khubbieva | 23"44    | 6        | non partita | -      |            |            |        |        |

| Gara                             | Atleta                 | Qualificazioni | Qualificazioni | Finale         | Finale |
| Gara                             | Atleta                 | Misura         | Pos.           | Misura         | Pos.   |
| -------------------------------- | ---------------------- | -------------- | -------------- | -------------- | ------ |
| Salto con l'asta maschile        | Leonid Andreev         | 5,65 m         | 2              | nessuna misura | -      |
| Lancio del giavellotto maschile  | Bobur Shokirjonov      | 69,54 m        | 18             |                |        |
| Salto in alto femminile          | Nadiya Dusanova        | 1,85 m         | 26             |                |        |
| Salto in alto femminile          | Svetlana Radzivil      | 1,89 m         | 18             |                |        |
| Salto triplo femminile           | Anastasiya Juravleva   | 13,36 m        | 29             |                |        |
| Lancio del giavellotto femminile | Anastasiya Svechnikova | 55,31 m        | 36             |                |        |

| Prova                  | Pavel Andreev | Pavel Andreev | Pavel Andreev | Vitaliy Smirnov | Vitaliy Smirnov | Vitaliy Smirnov |
| Prova                  | Risultato     | Punti         | Pos.          | Risultato       | Punti           | Pos.            |
| ---------------------- | ------------- | ------------- | ------------- | --------------- | --------------- | --------------- |
| 100 metri              | 11"47         | 759           | 36            | 11"56           | 740             | 37              |
| Salto in lungo         | 6,62 m        | 725           | 34            | nessuna misura  | 0               | -               |
| Getto del peso         | 14,15 m       | 738           | 20            | 13,51 m         | 698             | 29              |
| Salto in alto          | 1,99 m        | 794           | 11            | non partito     | non partito     | non partito     |
| 400 metri              | non concluso  | 0             | -             | non partito     | non partito     | non partito     |
| 110 metri ostacoli     | non partito   | non partito   | non partito   | non partito     | non partito     | non partito     |
| Lancio del disco       | non partito   | non partito   | non partito   | non partito     | non partito     | non partito     |
| Salto con l'asta       | non partito   | non partito   | non partito   | non partito     | non partito     | non partito     |
| Lancio del giavellotto | non partito   | non partito   | non partito   | non partito     | non partito     | non partito     |
| 1500 metri             | non partito   | non partito   | non partito   | non partito     | non partito     | non partito     |
| Totale                 |               | non concluso  | non concluso  |                 | non concluso    | non concluso    |

| Prova                  | Yuliya Tarasova | Yuliya Tarasova | Yuliya Tarasova |
| Prova                  | Risultato       | Punti           | Pos.            |
| ---------------------- | --------------- | --------------- | --------------- |
| 100 metri ostacoli     | 14"03           | 974             | 30              |
| Salto in alto          | 1,71 m          | 867             | 27              |
| Getto del peso         | 12,60 m         | 701             | 30              |
| 200 metri              | 24"36           | 946             | 13              |
| Salto in lungo         | 5,92 m          | 946             | 28              |
| Lancio del giavellotto | 43,31 m         | 731             | 18              |
| 800 metri              | 2'26"19         | 741             | 33              |
| Totale                 |                 | 5785            | 26              |

## Canoa/kayak
| Gara      | Atleta       | Batterie | Batterie | Semifinali | Semifinali | Finale   | Finale |
| Gara      | Atleta       | Tempo    | Pos.     | Tempo      | Pos.       | Tempo    | Pos.   |
| --------- | ------------ | -------- | -------- | ---------- | ---------- | -------- | ------ |
| C1 500 m  | Vadim Menkov | 1'52"793 | 4        | 1'55"610   | 6          |          |        |
| C1 1000 m | Vadim Menkov | 3'56"793 | 1        |            |            | 3'54"237 | 4      |

## Canottaggio
| Gara    | Atleta            | Batterie | Batterie | Quarti/ Ripescaggi | Quarti/ Ripescaggi | Semifinali | Semifinali         | Finale  | Finale       |
| Gara    | Atleta            | Tempo    | Pos.     | Tempo              | Pos.               | Tempo      | Pos.               | Tempo   | Pos.         |
| ------- | ----------------- | -------- | -------- | ------------------ | ------------------ | ---------- | ------------------ | ------- | ------------ |
| Singolo | Ruslan Naurzaliev | 7'58"43  | 5        |                    |                    | 7'53"12    | 3 (semifinale E/F) | 7'09"98 | 3 (finale E) |

## Ciclismo

### Su strada
| Gara                    | Atleta         | Tempo   | Posizione |
| ----------------------- | -------------- | ------- | --------- |
| Corsa in linea maschile | Sergej Lagutin | 6'31"08 | 51        |

## Ginnastica

### Ginnastica artistica
| Gara                     | Atleta          | Volteggio | Corpo libero | Cavallo con maniglie | Anelli | Parallele | Sbarra | Trave  | Totale | Posizione | Finali                          |
| ------------------------ | --------------- | --------- | ------------ | -------------------- | ------ | --------- | ------ | ------ | ------ | --------- | ------------------------------- |
| Qualificazioni maschili  | Anton Fokin     | 14,325    | 14,725       | 14,825               | 15,625 | 16,150    | 13,625 |        | 89,275 | 20        | concorso individuale, parallele |
| Qualificazioni femminili | Luiza Galiulina | 13,300    | 12,225       |                      |        | 14,175    |        | 12,375 | 52,075 | 59        | nessuna                         |

| Gara                           | Atleta      | Punteggio | Posizione |
| ------------------------------ | ----------- | --------- | --------- |
| Concorso individuale maschile  | Anton Fokin | 89,750    | 16        |
| Parallele simmetriche maschile | Anton Fokin | 16,200    |           |

### Trampolino
| Gara                 | Atleta           | Qualificazioni | Qualificazioni | Finale | Finale |
| Gara                 | Atleta           | Punti          | Pos.           | Punti  | Pos.   |
| -------------------- | ---------------- | -------------- | -------------- | ------ | ------ |
| Trampolino femminile | Ekaterina Khilko | 63,90          | 8              | 36,90  |        |

## Judo
| Gara    | Atleta           | Tabellone principale                     | Tabellone principale                   | Tabellone principale                  | Tabellone principale           | Tabellone principale               | Ripescaggi                             | Ripescaggi                            | Ripescaggi                       | Ripescaggi                              |
| Gara    | Atleta           | Sedicesimi                               | Ottavi                                 | Quarti                                | Semifinali                     | Finale                             | 1º turno                               | Quarti                                | Semifinali                       | Finale                                  |
| ------- | ---------------- | ---------------------------------------- | -------------------------------------- | ------------------------------------- | ------------------------------ | ---------------------------------- | -------------------------------------- | ------------------------------------- | -------------------------------- | --------------------------------------- |
| 60 kg   | Rishod Sobirov   | Omar Rebahi (Algeria) 1001–0000          | Pavel Petrikov (Rep. Ceca) 0001–0000   | Ruben Houkes (Paesi Bassi) 0000–1001  |                                |                                    |                                        | Masoud Akhondzadeh (Iran) 0010–0001   | Frazer Will (Canada) 0011–0000   | Dimitri Dragin (Francia) 0001–0000      |
| 66 kg   | Mirali Sharipov  | Oscar Penas (Spagna) 1010–0000           | Mounir Benamadi (Algeria) 0001–0000    | Masato Uchishiba (Giappone) 0010–0201 |                                |                                    |                                        | Arash Miresmaeili (Iran) 0010–0001    | Aheen El Hady (Egitto) 0101–0001 | Pak Chol-min (Corea del Nord) 0001–0100 |
| 73 kg   | Shokir Muminov   | Jaromír Ježek (Rep. Ceca) 1000–0001      | Wang Ki-Chun (Corea del Sud) 0000–1100 |                                       |                                |                                    | Rinat Ibragimov (Kazakistan) 1010–0001 | Leandro Guilheiro (Brasile) 0000–1000 |                                  |                                         |
| 90 kg   | Khurshid Nabiev  | Winston Gordon (Gran Bretagna) 0100–0020 | Elxan Məmmədov (Azerbaigian) 0010–0110 |                                       |                                |                                    |                                        |                                       |                                  |                                         |
| 100 kg  | Utkir Kurbanov   | Daniel Brata (Romania) 0001–1000         |                                        |                                       |                                |                                    |                                        |                                       |                                  |                                         |
| +100 kg | Abdullo Tangriev | Andreas Tölzer (Germania) 0211–0000      | Janusz Wojnarowicz (Polonia) 0010–0000 | Teddy Riner (Francia) 0001–0000       | Óscar Braison (Cuba) 1010–0011 | Satoshi Ishii (Giappone) 0000–0010 |                                        |                                       |                                  |                                         |

| Gara   | Atleta           | Tabellone principale                     | Tabellone principale | Tabellone principale | Tabellone principale | Tabellone principale | Ripescaggi | Ripescaggi | Ripescaggi | Ripescaggi |
| Gara   | Atleta           | Sedicesimi                               | Ottavi               | Quarti               | Semifinali           | Finale               | 1º turno   | Quarti     | Semifinali | Finale     |
| ------ | ---------------- | ---------------------------------------- | -------------------- | -------------------- | -------------------- | -------------------- | ---------- | ---------- | ---------- | ---------- |
| 52 kg  | Zinura Djuraeva  | Romy Tarangul (Germania) 0000–1101       |                      |                      |                      |                      |            |            |            |            |
| +78 kg | Mariya Shekerova | Anne-Sophie Mondière (Francia) 0000–0200 |                      |                      |                      |                      |            |            |            |            |

## Lotta
| Gara   | Atleta           | Tabellone principale                          | Tabellone principale                       | Tabellone principale                        | Tabellone principale                  | Tabellone principale                    | Ripescaggi | Ripescaggi                     | Ripescaggi                       |
| Gara   | Atleta           | Sedicesimi                                    | Ottavi                                     | Quarti                                      | Semifinali                            | Finale                                  | Quarti     | Semifinali                     | Finale                           |
| ------ | ---------------- | --------------------------------------------- | ------------------------------------------ | ------------------------------------------- | ------------------------------------- | --------------------------------------- | ---------- | ------------------------------ | -------------------------------- |
| 55 kg  | Dilshod Mansurov | Zhassulan Mukhtarbekuly (Kazakistan) 1–0, 1–0 | Rizvan Gadžiev (Bielorussia) 0–1, 1–0, 1–0 | Tomohiro Matsunaga (Giappone) 1–2, 1–0, 1–2 |                                       |                                         |            | Sezar Akgul (Turchia) 4–0, 4–0 | Besik Kuduchov (Russia) 0–1, 0–2 |
| 74 kg  |                  | bye                                           | Gheorghiţă Ştefan (Romania) 1–0, 1–0       | Emzarios Bentinidis (Grecia) 1–0, 1–0       | Murad Hajdaraŭ (Bielorussia) 1–0, 1–0 | Buvajsar Sajtiev (Russia) 1–0, 0–1, 1–3 |            |                                |                                  |
| 84 kg  | Zaurbek Sokhiev  | Gennadiy Laliyev (Kazakistan) 5-4, 1-0        | Georgij Ketoev (Russia) 1-4, 1-5           |                                             |                                       |                                         |            |                                |                                  |
| 96 kg  | Kurban Kurbanov  | David Zilberman (Canada) 3–1, 1–0             | Gergely Kiss (Ungheria) 1–1, 3–0, 5–4      | Khetag Gazyumov (Azerbaigian) 0–4, 0–6      |                                       |                                         |            |                                |                                  |
| 120 kg | Artur Tajmazov   | bye                                           | Ali Isayev (Azerbaigian) 2–0, 4–3          | Disney Rodríguez (Cuba) 3–1, 4–0            | David Musuľbes (Slovacchia) 1–0, 1–0  | Bachtijar Achmedov (Russia) 3–0, 1–0 dq |            |                                |                                  |

| Gara   | Atleta         | Tabellone principale                    | Tabellone principale             | Tabellone principale                          | Tabellone principale | Tabellone principale | Ripescaggi                       | Ripescaggi | Ripescaggi |  |
| Gara   | Atleta         | Sedicesimi                              | Ottavi                           | Quarti                                        | Semifinali           | Finale               | Quarti                           | Semifinali | Finale     |  |
| ------ | -------------- | --------------------------------------- | -------------------------------- | --------------------------------------------- | -------------------- | -------------------- | -------------------------------- | ---------- | ---------- |  |
| 55 kg  | Ildar Hafizov  | Nazyr Mankiev (Russia) 1-3, 0-3         |                                  |                                               |                      |                      | Kristijan Fris (Serbia) 0-4, 1-1 |            |            |  |
| 60 kg  | Dilshod Aripov | bye                                     | Davor Štefanek (Serbia) 1-1, 3-1 | Ruslan Tumenbaev (Kirghizistan) 0-2, 3-0, 1-2 |                      |                      |                                  |            |            |  |
| 120 kg | David Saldadze | Anton Botev (Azerbaigian) 1–2, 2–1, 0–2 |                                  |                                               |                      |                      |                                  |            |            |  |

## Nuoto
| Gara               | Atleta          | Batterie | Batterie | Semifinali | Semifinali | Finale | Finale |
| Gara               | Atleta          | Tempo    | Pos.     | Tempo      | Pos.       | Tempo  | Pos.   |
| ------------------ | --------------- | -------- | -------- | ---------- | ---------- | ------ | ------ |
| 100 m stile libero | Petr Romashkin  | 51"83    | 55       |            |            |        |        |
| 200 m stile libero | Ibrahim Nazarov | 1'56"27  | 53       |            |            |        |        |
| 100 m dorso        | Danil Bugakov   | 56"59    | 39       |            |            |        |        |
| 200 m dorso        | Sergej Pankov   | 2'03"51  | 38       |            |            |        |        |
| 100 m rana         | Ivan Demyanenko | 1'05"14  | 56       |            |            |        |        |
| 200 m misti        | Danil Bugakov   | 2'10"04  | 46       |            |            |        |        |

| Gara               | Atleta          | Batterie | Batterie | Semifinali | Semifinali | Finale | Finale |
| Gara               | Atleta          | Tempo    | Pos.     | Tempo      | Pos.       | Tempo  | Pos.   |
| ------------------ | --------------- | -------- | -------- | ---------- | ---------- | ------ | ------ |
| 50 m stile libero  | Mariya Bugakova | 29"73    | 68       |            |            |        |        |
| 100 m stile libero | Irina Shlemova  | 58"77    | 46       |            |            |        |        |

## Pugilato
| Gara               | Atleta              | Sedicesimi                          | Ottavi                           | Quarti                             | Semifinali | Finale |
| ------------------ | ------------------- | ----------------------------------- | -------------------------------- | ---------------------------------- | ---------- | ------ |
| Pesi mosca leggeri | Rafikjon Sultonov   | Nordine Oubaali (Francia) 7-8       |                                  |                                    |            |        |
| Pesi mosca         | Tulashboy Doniyorov | Bernard Ngumba Irungu (Kenya) 10-1  | Jitender Kumar (India) 6-13      |                                    |            |        |
| Pesi gallo         | Hoorshid Tojibaev   | Rustamhodza Rahimov (Germania) 11-2 | Bruno Julie (Mauritius) 4-16     |                                    |            |        |
| Pesi piuma         | Bahodirjon Sultonov | Anthresh Lalit Lakra (India) 9-5    | Vasyl' Lomačenko (Ucraina) 1-13  |                                    |            |        |
| Pesi welter        | Dilshod Mahmudov    | Mehdi Kalsi (Marocco) 11-3          | Jaoid Chiguer (Francia) 8-3      | Baqyt Särsekbaev (Kazakistan) 7-12 |            |        |
| Pesi medi          | Elshod Rasulov      | Jean Mickael Raymond (Francia) 8-2  | Andranik Hakobyan (Armenia) RSCI | Emilio Correa (Cuba) 7-9           |            |        |
| Pesi mediomassimi  | Abbos Atoev         | Dzhakhon Kurbanov (Tagikistan) 3-11 |                                  |                                    |            |        |

## Sollevamento pesi
| Gara  | Atleta              | Strappo | Strappo | Slancio | Slancio | Totale | Posizione |
| Gara  | Atleta              | Ris.    | Pos.    | Ris.    | Pos.    | Totale | Posizione |
| ----- | ------------------- | ------- | ------- | ------- | ------- | ------ | --------- |
| 77 kg | Sherzodjon Yusupov  | 144     | 18      | 178     | 16      | 322    | 16        |
| 85 kg | Mansurbek Chashemov | 165     | 9       | 202     | 7       | 367    | 7         |

## Taekwondo
| Gara             | Atleta            | Tabellone principale              | Tabellone principale             | Tabellone principale | Tabellone principale | Ripescaggi                           | Ripescaggi                       |
| Gara             | Atleta            | Ottavi                            | Quarti                           | Semifinali           | Finale               | Semifinali                           | Finale                           |
| ---------------- | ----------------- | --------------------------------- | -------------------------------- | -------------------- | -------------------- | ------------------------------------ | -------------------------------- |
| 68 kg maschile   | Dmitriy Kim       | Ezedin Tlish (Libia) squalificata | Sung Yu-chi (Taipei cinese) 2-3  |                      |                      |                                      |                                  |
| +80 kg maschile  | Akmal Lrgashev    | Jon García (Spagna) 11-10         | Cha Dong-Min (Corea del Sud) 0-2 |                      |                      | Kristopher Moitland (Costa Rica) 6-5 | Chika Chukwumerije (Nigeria) 3-4 |
| +67 kg femminile | Evgeniya Karimova | Che Chew Chan (Malaysia) 4-5      |                                  |                      |                      |                                      |                                  |

## Tennis
| Gara                | Atleta             | Trentaduesimi                         | Sedicesimi | Ottavi | Quarti | Semifinali | Finale |
| ------------------- | ------------------ | ------------------------------------- | ---------- | ------ | ------ | ---------- | ------ |
| Singolare femminile | Akgul Amanmuradova | Francesca Schiavone (Italia) 4-6, 2-6 |            |        |        |            |        |

## Tiro
| Gara                        | Atleta            | Qualificazioni | Qualificazioni | Finale    | Finale       | Finale |
| Gara                        | Atleta            | Punteggio      | Pos.           | Punteggio | Punt. totale | Pos.   |
| --------------------------- | ----------------- | -------------- | -------------- | --------- | ------------ | ------ |
| Pistola 10 m aria compressa | Dilshod Mukhtarov | 580            | 15             |           |              |        |
| Pistola 50 m                | Dilshod Mukhtarov | 549            | 31             |           |              |        |

| Gara                         | Atleta           | Qualificazioni | Qualificazioni | Finale    | Finale       | Finale |
| Gara                         | Atleta           | Punteggio      | Pos.           | Punteggio | Punt. totale | Pos.   |
| ---------------------------- | ---------------- | -------------- | -------------- | --------- | ------------ | ------ |
| Carabina 10 m aria compressa | Elena Kuznetsova | 392            | 32             |           |              |        |
| Carabina 50 m tre posizioni  | Elena Kuznetsova | 573            | 30             |           |              |        |